# Optimal Control Applications and Methods
Optimal Control Applications and Methods is een internationaal, aan collegiale toetsing onderworpen wetenschappelijk tijdschrift op het gebied van de regeltechniek en operationeel onderzoek. De naam wordt in literatuurverwijzingen meestal afgekort tot Optim. Contr. Appl. Meth. Het wordt uitgegeven door John Wiley and Sons en verschijnt tweemaandelijks.